# Office of the Comptroller of the Currency
L'Office of the Comptroller of the Currency (OCC) è una agenzia federale del governo istituita con il National Currency Act nel 1863. La sua funzione è quella di regolare e vigilare tutte le banche nazionali e le filiali di banche estere presenti negli Stati Uniti.

## Funzioni
L'Office of the Comptroller of the Currency (OCC) è una agenzia federale del Ministero del Tesoro Americano ed ha sede a Washington D.C. L'OCC persegue i seguenti obiettivi:
- promuovere la concorrenza nel settore bancario;
- migliorare l'efficienza e l'efficacia della vigilanza bancaria attraverso la riduzione del carico regolamentare;
- assicurare a tutti i cittadini un accesso giusto ed equo ai servizi finanziari;
- applicare la normativa anti-riciclaggio e di contrasto al finanziamento del terrorismo che si applicano alle banche vigilate e alle filiali di banche estere operanti negli Stati Uniti;
- investigare e perseguire comportamenti illeciti condotti da persone collegate a banche vigilate, incluso funzionari, direttori, impiegati, avvocati, contabili che prestano o hanno prestato servizio per conto di una banca vigilata o di una sua affiliata.

L'OCC fu istituita inizialmente da Abramo Lincoln per finanziare lo sforzo bellico durante la guerra civile americana. Successivamente venne convertita per vigilare sul sistema bancario nazionale. Attualmente l'OCC regola e vigila 1.500 banche nazionali pari a circa i due terzi delle attività totali delle banche commerciali degli Stati Uniti.
Altre agenzie con compiti simili all'OCC che collaborano reciprocamente in materia di vigilanza bancaria e finanziaria sono: Federal Reserve System; Federal Deposit Insurance Corporation; Office of Thrift Supervision; National Credit Union Administration. Il Federal Financial Institutions Examination Council (FFIEC) garantisce il coordinamento tra le varie agenzie di vigilanza bancaria e l'applicazione uniforme dei principi di sorveglianza sul sistema bancario e finanziario.